# Wê, l'histoire du masque mendiant
Pour plus de détails, voir Fiche technique et Distribution.
Wê, l'histoire du masque mendiant est un long métrage d'animation ivoirien réalisé par Abel Kouamé et sorti en novembre 2015. Il s'agit d'un film d'aventure animé en images de synthèse et dont le scénario s'inspire librement de la culture des Wés, peuple africain de l'Ouest de la Côte d'Ivoire.

## Synopsis
L'histoire se déroule de nos jours dans le village de Kiriyao, à l'Ouest de la Côte d'Ivoire. Outre les humains et les divinités, le monde est peuplé par les Glahés, des masques qui servent d'intermédiaire entre les uns et les autres. Les humains porteurs de masques en prennent généralement grand soin. Chaque masque a ses attributions souvent prestigieuses, comme la sagesse ou la guerre. Seul Zrô Glaha, le masque mendiant, est méprisé et rejeté de tous. C'est un masque comique et facétieux dont le rôle se résume à faire office de serviteur des autres masques. Keï, jeune garçon désigné porteur du Glahé mendiant, se sent frustré de ne pas avoir le droit d'en porter un plus reluisant. Keï est secrètement amoureux d'Oula, son amie d'enfance. Le jour de l'enterrement du père d'Oula, Keï se débarrasse sans grand soin de son masque. Mais le Glahé mendiant l'interpelle. Par la suite, en prenant conscience de ses pouvoirs, le masque mendiant sauve son village de la catastrophe. En effet, Mahan, le grand-frère de Keï, autrefois victime de brimades au village, est prêt à se retourner contre son village pour nourrir son envie de vengeance et ses ambitions.

## Fiche technique

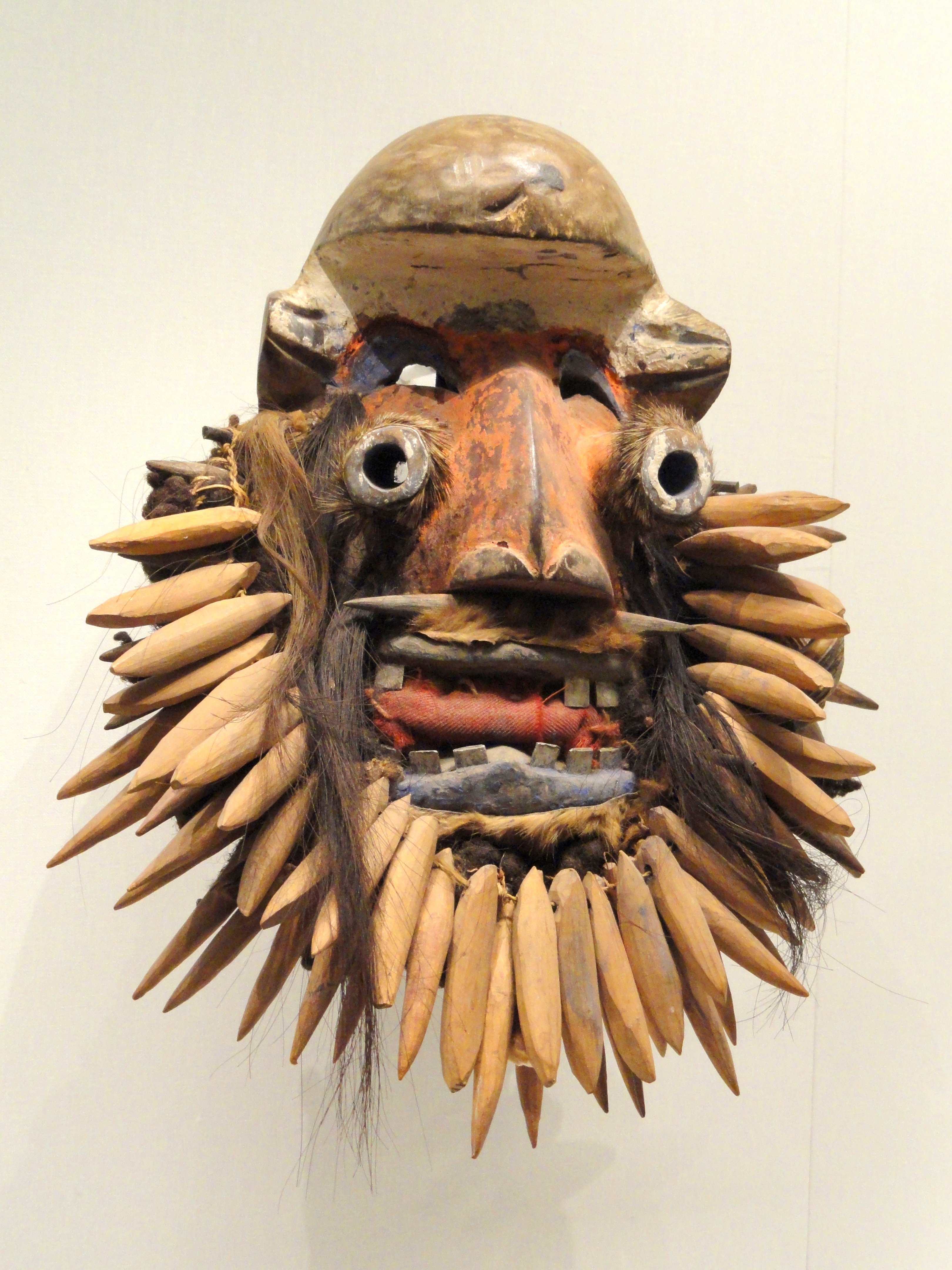
Masque wé (côte de Guinée, Côte d'Ivoire ou Libéria), début des années 1900. Cleveland Museum of Art, Ohio, États-Unis.

- Titre : Wê, l'histoire du masque mendiant
- Réalisation : Abel Kouamé
- Scénario : Abel Kouamé
- Production déléguée : Zohoré Lassane
- Studio de production : Afrikatoon
- Pays : Côte d'Ivoire
- Langue : français
- Durée : 65 minutes
- Date de sortie : Côte d'Ivoire : novembre 2015

## Production
Wê, l'histoire du masque mendiant est le troisième long métrage du studio d'animation ivoirien Afrikatoon après Pokou, princesse ashanti (2013) et Soundiata Keïta, le réveil du lion (2014). C'est le premier à développer une histoire originale (plutôt qu'une adaptation directe d'une légende africaine). Le scénario prend cependant place dans le cadre de la culture des Wés, peuple vivant à l'Ouest de la Côte d'Ivoire. Dans la note d'intention publiée sur le site officiel du film, le réalisateur Abel Kouamé indique avoir voulu mettre en valeur la culture des Wés, leurs masques et leurs codes culturels, mais aussi promouvoir des valeurs universelles d'amour, de courage et d'humilité, sans renoncer à l'humour.

## Diffusion
Le studio Afrika Toon peine dans un premier temps à trouver un accord avec le cinéma le Majestic, qui détient le monopole des salles de cinéma en Côte d'Ivoire. Pour compenser cela et accroître la diffusion du film, le réalisateur Abel Kouamé recourt aux institutions disposant de leurs propres salles. L'avant-première du film a ainsi lieu à l'Institut Goethe d'Abidjan le 23 octobre 2015, un peu avant la sortie en salle en novembre.